# IT-1坦克
IT-1是蘇聯開發的一種飛彈坦克，正式分類為：反坦克飛彈驅逐戰車。蘇方稱其為「火箭坦克」。以「Объект 150」（150工程）的名字進行研製。1964年4月製作出兩台IT-1原型車，並在1968到1970年間有限的生產了220輛。

## 概要
IT-1最大的特徵，是其封閉式的炮塔裝載了導彈的外型。12枚的3M7龍式導彈儲存在自動裝彈器，其他3枚儲存在砲塔的背面。其夜視設備雖然能進行有限的夜間作業，但大大減少了導彈射程。

## 武裝
- PKT 7.62mm機槍共2000發子彈
- 3M7龍式（Drakon）飛彈15枚

龍式飛彈數據

|        | 能力                       |
| ------ | -------------------------- |
| 重量   | 54kg                       |
| 彈頭   | 5.8kg                      |
| 直徑   | 180mm                      |
| 翼展長 | 860mm                      |
| 長度   | 1240mm                     |
| 射距   | 300~3300m(晝) 400~600m(夜) |
| 射速   | 217m/s                     |

## 結局
等到 IT-1 可以投入量產時，其運用理念早已被判定過時－它300公尺的最小射程使其必須避免近距離戰鬥而無法緊隨主戰坦克進入戰場，而純粹的遠距離接敵又平白浪費了裝甲上的優勢，致使其效費比劣於用 BMP 系列步兵戰車兼職反坦克飛彈的投射平台。再加上蘇聯兵工單位也提出可以直接裝備前線坦克的炮射飛彈（如9K112“眼鏡蛇”），IT-1的量產計畫因此被減至220輛，裝備兩個獨立驅逐戰車營。
限量生產所造成的零件短缺，不實用的520公斤引導裝置和極少的載彈量使它成了一個很不受歡迎的武器，而且龍式飛彈的反坦克能力並不如預期，在研發後服役2年就悄悄退役了。